# Paolo Volponi
Paolo Volponi (né à Urbino, le 6 février 1924, et mort à Ancône, le 23 août 1994) est un écrivain, poète et homme politique italien.

## Distinctions
- 1960 : prix Viareggio pour Le porte dell'Appennino
- 1965 : prix Strega pour La macchina mondiale
- 1975 : prix Viareggio pour Il sipario ducale
- 1991 : prix Strega pour La strada per Roma
- 1994 : Médaille du mérite de la culture et de l'art

## Œuvres
- Il ramarro (1948)
- L'antica moneta (1955)
- Le porte dell'Appennino (1960)
- Memoriale (1962)
- La nuova pesa (1964)
- La macchina mondiale (1965)
- Una luce celeste (1965)
- I sovrani e la ricchezza (1967)
- Accingersi all'impresa (1967)
- La barca Olimpia (1968)
- Olimpia e la pietra (1968)
- Le mura di Urbino (1973)
- La vita (1974)
- Corporale (1974)
- Foglia mortale (1974)
- Il sipario ducale (1975)
- Il pianeta irritabile (1978)
- Poesie e poemetti 1946-1966 (1980)
- Il lanciatore di giavellotto (1981)
- Con testo a fronte (1986)
- Le mosche del capitale (1989)
- Case dell'alta valle del Metauro (1989)
- Nel silenzio campale (1990)
- È per un'impudente vanteria (1991)
- La strada per Roma (1991)
- Scritti dal margine (1994)
- Il leone e la volpe (1995)
- Poesie (2001)
- Romanzi e prose I, II, III (2002-2003)

### Œuvres traduites en français
- Corporel, trad. de Michel Sager, Paris, R. Laffont, 1975
- Le Duc et l'Anarchiste, Paris, R. Laffont, 1978
- Le Lanceur de javelot, trad. de Jean-Marie Laclavetine, Paris, Flammarion, 1991
- La Planète irritable, trad. de Louis Bonalumi, Paris, Flammarion, 1991

## Film sur Paolo Volponi
- 2001 : Pier Paolo Pasolini et la Raison d'un rêve (Pier Paolo Pasolini e la ragione di un sogno) de Laura Betti et Paolo Costella